# Wurmbea densiflora
Wurmbea densiflora là một loài thực vật có hoa trong họ Colchicaceae. Loài này được (Benth.) T.D.Macfarl. miêu tả khoa học đầu tiên năm 1980.